# Tylobolus viduus
Tylobolus viduus är en mångfotingart som beskrevs av Chamberlin 1940. Tylobolus viduus ingår i släktet Tylobolus och familjen Spirobolidae. Inga underarter finns listade i Catalogue of Life.